# Maria Dolça Masó Fontdecaba
Maria Dolça Masó Fontdecaba (25 de juny de 1930 — Figueres, 12 de gener de 2025) va ser una actriu de teatre de Figueres, reconeguda per la seva tasca escènica entre els anys 40 i 70. Va començar la seva trajectòria al Patronat de la Catequística, on va ser la primera dona a interpretar el paper de l'arcàngel Miquel als Pastorets. Posteriorment, va formar part de l'Agrupació Teatral Arlequín i va actuar sota la direcció de figures com Tony Montal i Joaquim Crumols, destacant especialment per la seva interpretació a La heredora.
A més de la seva tasca teatral, Masó va participar en nombrosos actes com a rapsode: en celebracions, concursos i homenatges, com el de Joan Maragall el 1960. Es va casar amb l'actor Josep Maria Gumbau Basco, amb qui va compartir escenari en diverses obres. Nascuda en una família profundament catòlica, va viure a Figueres fins al final dels seus dies, destacant per la seva passió pel teatre i la família.